# Лаз (Арад)
Лаз (рум. Laz) — село у повіті Арад в Румунії. Входить до складу комуни Дезна.
Село розташоване на відстані 369 км на північний захід від Бухареста, 75 км на схід від Арада, 112 км на південний захід від Клуж-Напоки, 103 км на північний схід від Тімішоари.

## Населення
За даними перепису населення 2002 року у селі проживали 62 особи, усі — румуни. Усі жителі села рідною мовою назвали румунську.